# کلیفورد سگ بزرگ قرمز (فیلم)
کلیفورد سگ بزرگ قرمز (به انگلیسی: Clifford the Big Red Dog) فیلمی محصول سال ۲۰۲۱ و به کارگردانی والت بکر است. در این فیلم بازیگرانی همچون جک وایتهال، داربی کمپ، تونی هیل، سیه‌نا گیلری، دیوید آلن گرایر، راسل وونگ، ایزاک وانگ، کینن تامسون، جان کلیز، توا فلدشو، پال رودریگز، راسل پیترز، هوریشیو سنز، رزی پرز و شیوون فالون هوگان ایفای نقش کرده‌اند.